# Isothecium semitortum
Isothecium semitortum är en bladmossart som beskrevs av Hugh Neville Dixon 1938. Isothecium semitortum ingår i släktet svansmossor, och familjen Brachytheciaceae. Inga underarter finns listade i Catalogue of Life.